# Alive 2006/2007
Alive 2006/2007 war die zweite und gleichzeitig letzte Konzerttournee des französischen French-House-Duos Daft Punk. Während die Konzerte 2006 keinen offiziellen Titel erhielten, wurden die Auftritte 2007 unter dem Tourmotto Alive 2007 beworben. Die Auftritte 2006 und die Tournee 2007 als Ganzes wurden später rückwirkend Alive 2006/2007 genannt.

## Hintergrund
Für den Set der Konzerte verwendeten Daft Punk die Ableton Live-Software auf „maßgeschneiderten Supercomputern“. Somit konnten sie per Fernzugriff mit Behringer BCR2000 MIDI-Controllern und JazzMutant Lemur Touchscreen-Pads die Hardware bedienen. Für die Live-Auftritte wurden zusätzlich auch Minimoog Voyager RME-Einheiten implementiert. Die vier Voyager-Einheiten und zwei Behringer-Mixer ermöglichten es Daft Punk, „zu mischen, Loops auszulösen, zu filtern, Samples zu verzerren, EQs ein- und auszublenden, Synthesizer-Linien zu transponieren oder zu zerstören und zu dekonstruieren“. Integriert wurde die gesamte Hardware in ein DJ-Pult, dass die Form einer Pyramide hatte und auf eingebauten LED-Screens Bilder und Animationen zeigte. Links und rechts wurde diese Pyramidenkonstruktion von dreieckig geformten Lichtverstrebungen eingerahmt, die mit beweglichen Kopfscheinwerfern kombiniert wurden. Im hinteren Bereich der Bühne befand sich ein weiterer großer LED-Screen.
Die visuellen Elemente der Tour wurden von XL Video erstellt. Daft Punk wandte sich mit ihrem visuellen Konzept für die Shows an das Unternehmen. „Sie kamen mit einer ziemlich festen Vorstellung davon zu uns, was sie wollten“, sagte Richard Burford, Leiter von XL Video. „Sie wollten Live-Videos mit Effekten mischen. Mit den Eight Core-Geräten von Mac Pro konnten wir acht digitale Quellen aufnehmen und sie als Videostreams verarbeiten. Dazu verwendeten wir die Software Catalyst, um die Videos mit Lichteffekten zu koordinieren und ihre eigenen Effekte im Handumdrehen hinzuzufügen. Die endgültigen digitalen Videostreams wurden schließlich auf LED-Bildschirme übertragen.“
Die Setlists der Konzerte enthielten viele der beliebtesten Titel ihrer Alben Homework (1997), Discovery (2001) und Human After All (2005), die fast ausnahmslos miteinander in Mashups gemixt wurden, so beispielsweise Robot Rock mit Oh Yeah, Around the World mit Harder Better Faster Stronger, One More Time mit Aerodynamic oder Da Funk mit Daftendirekt. Neben den bekannten Songs der Daft Punk-Alben enthielten die Shows Elemente des Songs Touch It von Busta Rhymes, dessen Originalversion von Swizz Beatz produziert wurde und ein Sample des Daft Punk-Tracks Technologic enthält. Ebenfalls in den Sets vertreten waren Elemente des Liedes Forget About the World von Gabrielle, von dessen Originalversion Daft Punk 1996 für die Singleveröffentlichung einen Remix produzierten. Die Zugaben enthielten Songs der Nebenprojekte von Thomas Bangalter: Music Sounds Better with You von Stardust und den selbstbetitelten Track Together von Together, einem gemeinsamen Prokjekt von Bangalter und DJ Falcon.
Die Einführung für die Live-Shows bestand aus der bekannten Fünfnoten-Sequenz aus dem Film Unheimliche Begegnung der dritten Art (1977).
Die Tournee wurde von Fans und Kritikern gleichermaßen gefeiert. Die Times beschrieb das Set als „ein unvergessliches Sinnesspektakel, das sowohl blendend als auch ohrenbetäubend ist“ und ThisisLondon erklärte es zu einem „fast fehlerlosen Set unerbittlicher Elektro-Euphorie“. NME schrieb, die Aufführung sei „ein roboterhaftes Spektakel“ gewesen, während Shoutmouth das Set als „typisch triumphal“ beschrieb. Die Tour gilt als Wegbereiter für Dance-Musik für ein breiteres Publikum, insbesondere in Nordamerika. Gabriel Szatan, Journalist des Guardian, verglich sie mit dem Auftritt der Beatles 1964 in der Ed Sullivan Show, der seinerzeit die britische Beatmusik in den amerikanischen Mainstream brachte.
Bis zu ihrer Auflösung im Jahr 2021 war Alive 2006/2007 Daft Punks letzte reguläre Konzerttournee und von wenigen Ausnahmen abgesehen waren es auch ihre letzten Live-Auftritte überhaupt.

## Liveaufnahmen
Im November 2007 veröffentlichten Daft Punk mit Alive 2007 ein Livealbum, das eine Aufnahme ihres Auftritts am 14. Juni 2007 im Palais Omnisport de Bercy in Paris, der Heimatstadt des Duos, enthielt. Thomas Bangalter hatte zunächst angedeutet, dass Mitschnitte der Tournee auch auf DVD erscheinen würden, meinte aber später, er halte Amateuraufnahmen des Publikums im Internet für überzeugender, da sie die Stimmung der Shows besser wiedergäben.
Ausschnitte ihres Auftritts beim O2 Wireless Festival im Londoner Hyde Park wurden im Fernsehen gezeigt, 2023 erschien ein kompletter Mitschnitt dieses Auftritt auf YouTube.

## Setlist
- Intro (Close Encounters of the Third Kind)
- Robot Rock/Oh Yeah
- Touch It/Technologic
- Television Rules the Nation/Crescendolls
- Too Long/Steam Machine
- Around the World/Harder Better Faster Stronger
- Burnin’/Too Long
- Face to Face/Short Circuit
- One More Time/Aerodynamic
- Aerodynamic Beats/Forget About the World
- The Prime Time of Your Life/Rollin’ & Scratchin’/The Brainwasher/Alive
- Da Funk/Daftendirekt
- Superheroes/Human After All/Rock’n Roll
- Human After All/Together/One More Time/Music Sounds Better with You

## Tourdaten
| Nr.         | Datum             | Stadt               | Land               | Veranstaltungsort                     | Anmerkungen                              |
| Nordamerika | Nordamerika       | Nordamerika         | Nordamerika        | Nordamerika                           | Nordamerika                              |
| ----------- | ----------------- | ------------------- | ------------------ | ------------------------------------- | ---------------------------------------- |
| 1           | 29. April 2006    | Indio               | Vereinigte Staaten | Empire Polo Club                      | Coachella Valley Music and Arts Festival |
| Europa      |                   |                     |                    |                                       |                                          |
| 2           | 30. Juni 2006     | Sermamagny          | Frankreich         | Lac de Malsaucy                       | Eurockéennes                             |
| 3           | 14. Juli 2006     | Barcelona           | Spanien            | Parc del Fòrum                        | Summercase                               |
| 4           | 15. Juli 2006     | Madrid              | Spanien            | Boadilla del Monte                    | Summercase                               |
| 5           | 26. Juli 2006     | Stratford-upon-Avon | England            | Long Marston Airfield                 | Global Gathering                         |
| 6           | 5. August 2006    | Zambujeira do Mar   | Portugal           | Herdade da Casa Branca                | TMN Sudoeste                             |
| Asien       |                   |                     |                    |                                       |                                          |
| 7           | 12. August 2006   | Chiba               | Japan              | Makuhari Messe                        | Summer Sonic Festival                    |
| 8           | 13. August 2006   | Osaka               | Japan              | Intex Osaka 4 Goukan                  | Summer Sonic Festival                    |
| Europa      |                   |                     |                    |                                       |                                          |
| 9           | 19. August 2006   | Hasselt             | Belgien            | Domein Kiewit                         | Pukkelpop                                |
| 10          | 28. August 2006   | Dublin              | Irland             | Marlay Park                           |                                          |
| 11          | 9. September 2006 | Warschau            | Polen              | Tor Służewiec                         | Summer of Music Festival                 |
| Südamerika  |                   |                     |                    |                                       |                                          |
| 12          | 27. Oktober 2006  | Rio de Janeiro      | Brasilien          | Marina da Glória                      | TIM Festival                             |
| 13          | 29. Oktober 2006  | São Paulo           | Brasilien          | Tom Brasil                            | TIM Festival                             |
| 14          | 2. November 2006  | Santiago de Chile   | Chile              | Espacio Riesco                        | Santiago Urbano Electrónico Festival     |
| 15          | 4. November 2006  | Buenos Aires        | Argentinien        | Club Ciudad                           | BUE Festival                             |
| Nordamerika |                   |                     |                    |                                       |                                          |
| 16          | 11. November 2006 | Miami               | Vereinigte Staaten | Maurice A. Ferré Park                 | Bang! Music Festival                     |
| Europa      |                   |                     |                    |                                       |                                          |
| 17          | 10. Juni 2007     | Dores               | Schottland         | Clune Farm Grounds                    | RockNess                                 |
| 18          | 14. Juni 2007     | Paris               | Frankreich         | Palais Omnisport de Bercy             |                                          |
| 19          | 16. Juni 2007     | London              | England            | Hyde Park                             | Wireless Festival                        |
| 20          | 17. Juni 2007     | Leeds               | England            | Harewood House                        | Wireless Festival                        |
| 21          | 23. Juni 2007     | Istanbul            | Turkei             | Turkcell Kuruçeşme Arena              |                                          |
| 22          | 26. Juni 2007     | Nîmes               | Frankreich         | Les Arènes                            |                                          |
| 23          | 29. Juni 2007     | Düsseldorf          | Deutschland        | Philipshalle                          |                                          |
| 24          | 30. Juni 2007     | Berlin              | Deutschland        | Velodrom                              |                                          |
| 25          | 4. Juli 2007      | Amsterdam           | Niederlande        | Heineken Music Hall                   |                                          |
| 26          | 6. Juli 2007      | Esch-sur-Alzette    | Luxemburg          | Rockhal                               |                                          |
| 27          | 8. Juli 2007      | Naas                | Irland             | Punchestown Racecourse                | Oxegen Festival                          |
| 28          | 12. Juli 2007     | Turin               | Italien            | Parco della Pellerina                 | Traffic Free Festival                    |
| Nordamerika |                   |                     |                    |                                       |                                          |
| 29          | 21. Juli 2007     | Los Angeles         | Vereinigte Staaten | Memorial Sports Arena                 |                                          |
| 30          | 27. Juli 2007     | Berkeley            | Vereinigte Staaten | William Randolph Hearst Greek Theatre |                                          |
| 31          | 29. Juli 2007     | Seattle             | Vereinigte Staaten | WaMu Theater                          |                                          |
| 32          | 31. Juli 2007     | Morrison            | Vereinigte Staaten | Red Rocks Amphitheatre                |                                          |
| 33          | 3. August 2007    | Chicago             | Vereinigte Staaten | Grant Park                            | Lollapalooza                             |
| 34          | 5. August 2007    | Mississauga         | Kanada             | Arrow Hall                            |                                          |
| 35          | 7. August 2007    | Montréal            | Kanada             | Centre Bell                           |                                          |
| 36          | 9. August 2007    | New York City       | Vereinigte Staaten | KeySpan Park                          |                                          |
| 37          | 27. Oktober 2007  | Whitney             | Vereinigte Staaten | Sam Boyd Stadium                      | Vegoose                                  |
| 38          | 31. Oktober 2007  | Mexiko-Stadt        | Mexiko             | Palacio de los Deportes               |                                          |
| 39          | 2. November 2007  | Monterrey           | Mexiko             | Arena Monterrey                       |                                          |
| 40          | 4. November 2007  | Zapopan             | Mexiko             | Auditorio Telmex                      |                                          |
| Asien       |                   |                     |                    |                                       |                                          |
| 41          | 6. Dezember 2007  | Kobe                | Japan              | World Memorial Hall                   |                                          |
| 42          | 8. Dezember 2007  | Chiba               | Japan              | Makuhari Messe                        |                                          |
| 43          | 9. Dezember 2007  | Chiba               | Japan              | Makuhari Messe                        |                                          |
| Ozeanien    |                   |                     |                    |                                       |                                          |
| 44          | 13. Dezember 2007 | Melbourne           | Australien         | Sidney Myer Music Bowl                |                                          |
| 45          | 14. Dezember 2007 | Melbourne           | Australien         | Sidney Myer Music Bowl                |                                          |
| 46          | 16. Dezember 2007 | Perth               | Australien         | Langley Park                          |                                          |
| 47          | 20. Dezember 2007 | Brisbane            | Australien         | Riverstage                            |                                          |
| 48          | 22. Dezember 2007 | Sydney              | Australien         | Showground Main Arena                 |                                          |

## Band
- Thomas Bangalter
- Guy-Manuel de Homem-Christo